# Strabag
Strabag este un grup austriac cu afaceri în construcții, cu afaceri anuale de 10 miliarde de euro.
Este unul dintre cei mai importanți constructori din lume.
În iulie 2008 a cumpărat divizia imobiliară a grupului german de telecomunicații Deutsche Telekom, Deutsche Telekom Immobilien und Service GmbH (DeTeImmobilien), companie cu aproximativ 6.240 de angajați, dintre care 5.600 sunt în Germania.
DeTe Immobilien a înregistrat o cifră de afaceri de un miliard de euro în anul 2007, având în admininistrare peste 60 de milioane de metri pătrați de proprietăți în Germania.
Număr de angajați în 2008: 60.000

## Strabag în România
În România, compania este prezentă din 1991
și desfășoară activități de antreprenoriat general în construcții de clădiri și de geniu civil, reabilitări de drumuri naționale în baza contractelor încheiate cu diverși beneficiari, de regulă atribuite în urma unor licitații.
În septembrie 2007, compania a preluat controlul companiei de construcții ARL Cluj pentru suma de 5,2 milioane euro.
Strabag mai deține în România compania de construcții Drumco Timișoara și producătorii de materiale de construcții Carb Brașov și Grandemar Cluj.
În anul 2008 a încasat 273 de milioane de euro din lucrările efectuate pe piața românească
Număr de angajați:
- 2009: 1.693[11]
- 2008: 1.812[11]

Cifra de afaceri:
- 2011: 206 milioane euro[12]
- 2009: 172,7 milioane euro[13]